# Равнице Јерменије
Република Јерменија је планинска земља и већа континуирана равничарска подручја на територији ове земље су јако ретка. Најчешћи равничарски видови рељефа представљени су плитким котлинама и вулканским платоима. 
Равничарска подручја у Јерменији обухватају укупну површину од 4.720 км² или 15,5% површине земље. Највећа и најважнија од њих је Араратска равница која са 3.300 км² површине чини 70% свих равничарских подручја Јерменије.
Долинска подручја су једини делови земље погодни за интензивнију ратарску производњу у Јерменији.
У табели испод приказана су долинска подручја у Јерменији:
| Равница             | Слика | Положај | Површина у ≈ км² |
| ------------------- | ----- | --- | ---------------- |
| Араратска равница   |       | Југ области Арагацотн, провинција Армавир, западни део марза Котајк, западни део марза Арарат.                                 | 3.300            |
| Ширакска равница    |       | Јужни делови Ширака. Са севера је омеђена Ширакском планином, са истока - Памбакском гором, и са юугоистока - планином Арагац. | 600              |
| Лоријска котлина    |       | Северозапад марза Лори. Са запада је омеђена Џавахетском гором, на југу је Базумска гора, на истоку Сомхетска гора.            | 325              |
| Масрикска равница   |       | Југоисточни деоГехаркуника. Смештена је југоисточно од језера Севан.                                                           | 300              |
| Апаранска котлина   |       | У централним деловима марза Арагацотн. Са запада је омеђена Арагацом, са истока је Цахкуњац, и са југа вулканска купа Ара лер. | 80               |
| Шинвајрски плато    |       | У централном делу Сјуника, у близини града Гориса.                                                                             | 35               |
| Памбакска котлина   |       | На југозападу Лорија. Између Ширакске горе на северу и Памбака на југу.                                                        | 31               |
| Ашоцска котлина     |       | На северу Ширака, близу села Ашоцк.                                                                                            | 25               |
| Агстевска котлина   |       | На југоистоку Лорија. Котлина је окружена са севера Халабском а са југа — Памбакском гором                                     | 10               |
| Ванадзорска котлина |       | На југозападу Лорија. Између Базумске горе на северу и Памбака на југу.                                                        | 8                |
| Арташенска равница  |       | У централном делу Сјуника у близини града Горис.                                                                               | 6                |
| Сисијанска равница  |       | Централни део Сјуника. Ту се налази град Сисијан                                                                               | 4,5              |

Важна равничарска подручја у Јерменији су и:
- Ободни делови Севанске котлине западно и јужно од језера Севан. Низијско подручје око језера протеже се на неких 70 км дужине паралелно са обалном линијом, просечне ширине 2—3 км.
- Равница јужно од језера Арпи.
- У долинама река се местимично такође налазе мања долинска проширења.